# Бурнев
Бу́рнев (рос. Бурнев) — невеликий острів у Ладозькому озері. Належить до групи Західних Ладозьких шхер. Територіально належить до Приозерського району Ленінградської області, Росія.
Витягнутий із заходу на схід. Довжина 1,8 км, ширина 0,6 км.
Розташований при виході із затоки Лехмалахті, на північ від мису Рогатий. Острів височинний, висотою до 28 м. На півдні є невелика затока з косою та озеро. Весь вкритий лісами.